# 장항공업고등학교
장항공업고등학교(長項工業高等學校)는 대한민국 충청남도 서천군 장항읍 화천리에 있는 공립 고등학교이다.

## 학교 연혁
- 1940년 6월 1일 : 장항공립농업전수학교로 개교
- 1945년 4월 1일 : 장항공립농업학교로 승격 (4년제)
- 1946년 9월 1일 : 장항공립농업중학교로 교명변경 (6년제)
- 1951년 8월 31일 : 장항농업고등학교로 인가
- 1952년 2월 10일 : 장항농업고등학교 제1회 졸업
- 1967년 12월 12일 : 장항농공고등학교로 교명 변경
- 1973년 11월 23일 : 장항 항리(송림리)에서 현 위치(화천리 330)로 이전
- 1978년 3월 1일 : 장항공업고등학교로 교명 변경, 3개과(화공, 전기, 기계) 24학급 편성
- 2009년 3월 1일 : 충남조선공업고등학교로 교명 변경, 조선분야 특성화 교교 지정
- 2019년 3월 1일 : 장항공업고등학교로 교명 변경, 2개과(기계, 전기) 9학급 편성
- 2024년 1월 8일 : 제73회 졸업식(46명, 총 14,850명)
- 2024년 3월 1일 : 제40대 곽경훈 교장 부임
- 2024년 3월 4일 : 2024학년도 신입생 입학(31명)

## 설치 학과
- 기계과
- 전기과

## 참고 자료
- 장항공업고등학교 - 한국교육학술정보원 학교알리미